# Ghurur
Ghurur (arab. غرور) – wieś w Syrii, w muhafazie Aleppo. W 2004 roku liczyła 915 mieszkańców.